# Bierbaums Nagel

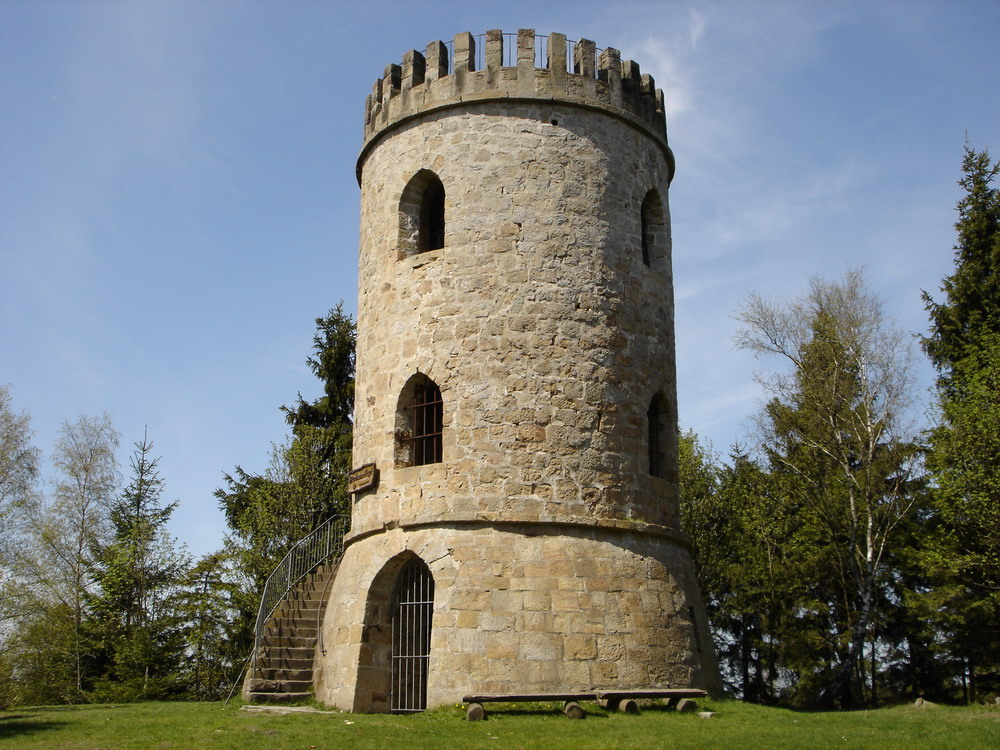
Bierbaums Nagel

Bierbaums Nagel nahe Borlinghausen im ostwestfälischen Kreis Höxter ist ein 1849 fertiggestellter und 13,5 m hoher Aussichtsturm im Eggegebirge.
Er ist der älteste Aussichtsturm in Ostwestfalen und steht unter Denkmalschutz.

## Geographische Lage
Bierbaums Nagel befindet sich im Südteil des Eggegebirges etwa 1,5 km westnordwestlich von Borlinghausen, einem südlichen Stadtteil von Willebadessen. Er steht im Südteil des Naturparks Teutoburger Wald / Eggegebirge und im Waldgebiet „Borlinghauser Holz“ auf einer kleinen Freifläche eines 431,4 m ü. NHN hohen Bergs. Etwa 200 m westlich vorbei am Turm führt ein gemeinsamer Abschnitt von Europäischem Fernwanderweg E1 und Eggeweg, von dem ein kurzer Stichweg zum Turm abzweigt.

## Geschichte und Beschreibung
Nachdem es 1846 eine sehr schlechte Ernte gegeben hatte, kehrte Not in vielen Häusern ein. Daher baten Bauern und Tagelöhner aus Borlinghausen den damaligen Gutsherrn namens Julius Bierbaum, Sohn des Kaufmanns Julius Georg Bierbaum (1761–1844) um Hilfe; der Kaufmann war von 1839 bis 1859 Besitzer von Schloss Borlinghausen. Er versprach ihnen unter anderem durch Zuweisung einer lohnenden Arbeit zu helfen. Er ließ von ihnen den Wart- und Aussichtsturm erbauen und gab ihnen so eine Verdienstmöglichkeit. Dadurch erfüllte er seiner in Kassel geborenen und an Heimweh leidenden Ehefrau den Wunsch, bei guten Sichtbedingungen bis zur Pyramide und Statue des Herkules, dem Wahrzeichen Kassels, blicken zu können. Den Aufstieg zum Turm, den sie oft unternahm, ritt sie auf einem Esel, weshalb dieser Weg seitdem „Eselspfad“ heißt.
Der Turm wurde 1847 bis 1849 erbaut. Er ist 13,5 m hoch und hat 7,2 m Durchmesser. Den Namensbestandteil Nagel erhielt er, weil er wie ein gewaltiger und aus der Landschaft sprießender Nagel wirkt.
Turmrestaurierungen fanden unter anderem 1958 und 1990 statt – die zweitgenannte mit Mitteln der NRW-Stiftung. Sein unterer Teil wurde als Schutzhütte eingerichtet. Ab August 2013 bis 2014 wurde der Turm erneut saniert, um seine Standfestigkeit zu gewährleisten. Dabei wurde festgestellt, dass der Turm zweischalig aufgebaut, doppelwandig, ist. Es wurden Mauerwerksanker gesetzt, die beide Wände miteinander verbinden. Außerdem wurde der Boden der Aussichtsplattform neu abgedichtet und Mauerwerksfugen neu ausgemörtelt.

## Aussichtsmöglichkeiten
Von der Aussichtsplattform des Turms bietet sich bei guten Sichtbedingungen ein Ausblick, der unter anderen zum Köterberg (Weserbergland), zur Schwalenburg bei Willingen (im Upland), zum Desenberg in der Warburger Börde und zur Pyramide mit Statue des Herkules (zwischen Baumwipfeln zu erkennen) beim nordhessischen Kassel gelegenen Hohen Habichtswald reicht. Teilweise ist die Aussicht durch Fichten verdeckt.